# Haloribatula tenareae
Haloribatula tenareae är en kvalsterart som beskrevs av Schuster 1957. Haloribatula tenareae ingår i släktet Haloribatula och familjen Liebstadiidae. Inga underarter finns listade i Catalogue of Life.